# Rosa Romà i Monfà
Rosa Romà i Monfà (Mollerussa, 20 de març de 1980) és una publicitària especialitzada en la direcció estratègica, la transformació digital, el màrqueting i la creativitat. El 15 de març del 2022 va prendre possessió del càrrec de directora del Consell de Govern de la Corporació Catalana de Mitjans Audiovisuals (CCMA). Anteriorment era Directora de l’àrea de Ciutadania, Innovació i Usuari del Servei Català de la Salut des d’on va formar part de l'equip que va organitzar la resposta operativa a la pandèmia a Catalunya. Sota les seves àrees es van potenciar eines digitals com La Meva Salut, GestioEmocional.cat, les webs de cita prèvia per a vacunació i el disseny dels punts de vacunació massiva. Des del 2016 és degana del Col·legi del Màrqueting i la Comunicació de Catalunya.

## Trajectòria
Llicenciada en Publicitat i Relacions Públiques per la Universitat Autònoma de Barcelona (UAB). Màster en Planificació Estratègica per la Universitat Ramon Llull (URL) i Executive MBA (EMBA) a ESADE. Durant el mandat de Xavier Trias al capdavant de l'Ajuntament de Barcelona (2011-2015), Rosa Romà va ser la directora del Pla de Comunicació Global del departament de comunicació del consistori, focalitzada en les campanyes i en la gestió de la marca Barcelona. Finalitzat el mandat de govern, Rosa Romà va ser nomenada Directora de comunicació a l'Hospital i Campus Universitari de la Vall d'Hebron. Anteriorment havia treballat a agències de publicitat multinacionals com Ogilvy o Tandem DDB, gestionant campanyes de clients com Telefonica, Nestlé o Cruzcampo. El desembre de 2018 es va fer públic que Rosa Romà entraria a formar part com a vocal de l'equip de direcció de la CCMA.Finalment, el 23 de desembre de 2021 es va fer públic un acord entre els grups parlamentaris del PSC, ERC i JxCat perquè fos escollida presidenta de la Corporació Catalana de Mitjans Audiovisuals a proposta d'ERC.